# Ptačí ostrovy
Ptačí ostrovy je přírodní památka ve městě Chrudim v okrese Chrudim. Předmětem ochrany jsou vlhké louky, zachovalé břehové porosty a významná hnízdiště s mimořádnou kolonií havrana polního (Corvus frugilegus). Podle sčítání z roku 2004 zde žilo asi 600 havranů. Na území přírodní památky bylo zaznamenáno 151 druhů cévnatých rostlin. Chráněné území spravuje Krajský úřad Pardubického kraje.